# Bệnh án
Các thuật ngữ bệnh án, hồ sơ sức khỏe và biểu đồ y tế được sử dụng thay thế cho nhau để mô tả tài liệu có hệ thống về lịch sử y tế của một bệnh nhân và chăm sóc y tế theo thời gian trong phạm vi quyền hạn của một nhà cung cấp dịch vụ chăm sóc sức khỏe cụ thể. Bệnh án bao gồm nhiều loại "ghi chú" được các chuyên gia chăm sóc sức khỏe nhập vào theo thời gian, ghi lại các quan sát và quản lý thuốc và trị liệu, yêu cầu quản lý thuốc và trị liệu, kết quả xét nghiệm, chụp x-quang, báo cáo, v.v.  Việc duy trì bệnh án đầy đủ và chính xác là một yêu cầu của các nhà cung cấp dịch vụ chăm sóc sức khỏe và thường được thi hành như một điều kiện tiên quyết cấp phép hoặc chứng nhận.
Các thuật ngữ được sử dụng cho cả thư mục vật lý và kim loại tồn tại cho từng bệnh nhân và cho phần thông tin tìm thấy trong đó.
Theo truyền thống, bệnh án được các nhà cung cấp dịch vụ chăm sóc sức khỏe biên soạn và lưu giữ, nhưng những tiến bộ trong lưu trữ dữ liệu trực tuyến đã dẫn đến việc phát triển hồ sơ sức khỏe cá nhân (PHR) được duy trì bởi chính bệnh nhân, thường là trên các trang web của bên thứ ba.  Khái niệm này được hỗ trợ bởi các đơn vị quản lý y tế quốc gia Hoa Kỳ  và bởi AHIMA, Hiệp hội quản lý thông tin y tế Hoa Kỳ.

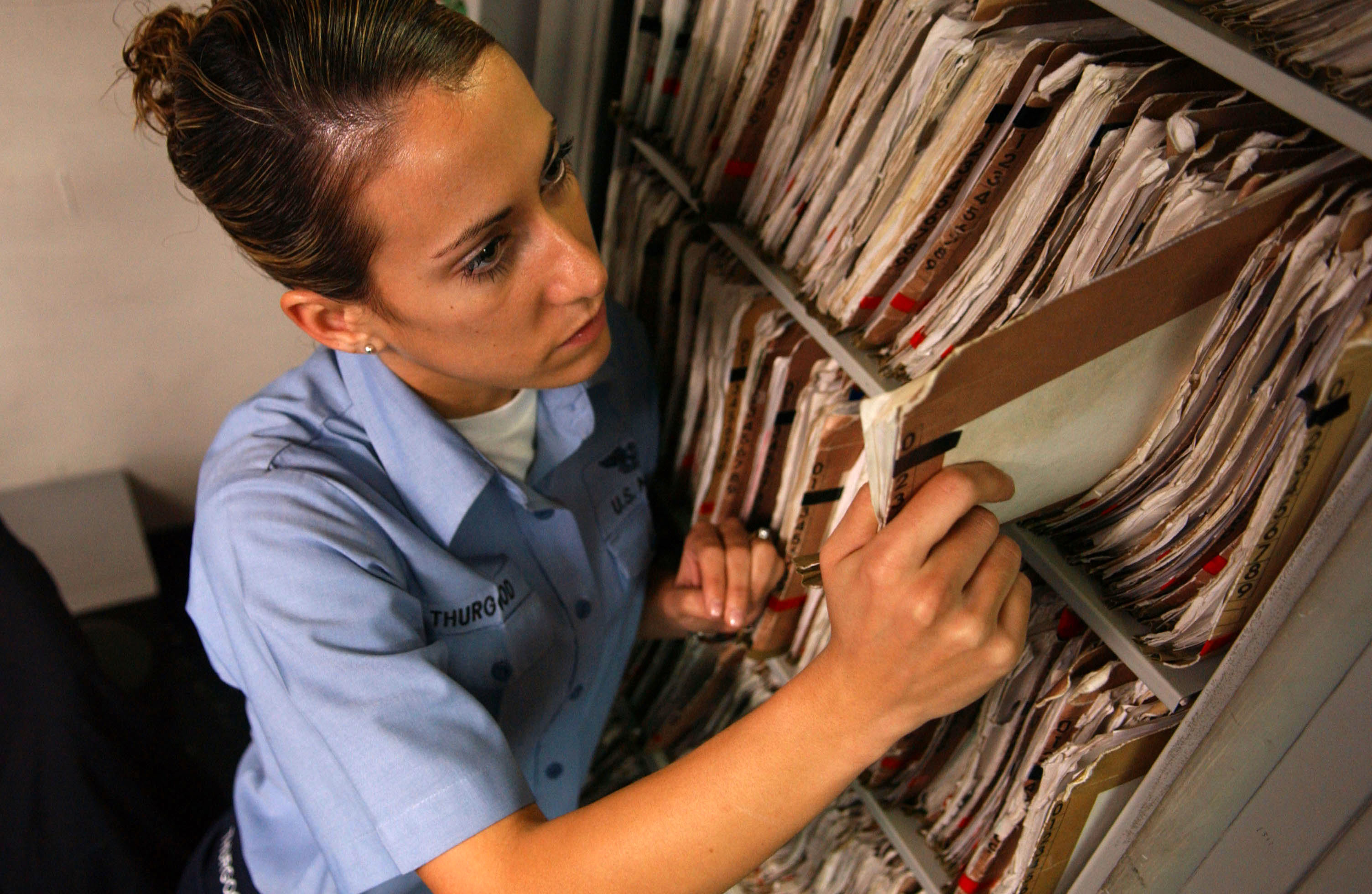
Một thư mục bệnh án được lấy từ các hồ sơ

Năm 2009, Quốc hội ủy quyền và tài trợ luật pháp được gọi là Công nghệ thông tin y tế cho Đạo luật sức khỏe kinh tế và lâm sàng  để kích thích chuyển đổi bệnh án giấy thành biểu đồ điện tử.  Mặc dù nhiều bệnh viện và văn phòng bác sĩ đã thực hiện thành công điều này, các hệ thống độc quyền của các nhà cung cấp dịch vụ y tế điện tử luôn không tương thích với nhau và một số lượng bệnh nhân chưa được khám phá đã trải qua các thủ tục trùng lặp - hoặc không thể có được chúng - bởi vì các phần chính của lịch sử y tế của họ bị mất tích.
Bởi vì nhiều người coi thông tin trong bệnh án là thông tin cá nhân nhạy cảm được bảo vệ bởi những kỳ vọng về quyền riêng tư, nhiều vấn đề đạo đức và pháp lý có liên quan đến việc bảo trì của họ, chẳng hạn như quyền truy cập của bên thứ ba và lưu trữ và xử lý thích hợp.  Mặc dù thiết bị lưu trữ cho bệnh án nói chung là tài sản của nhà cung cấp dịch vụ chăm sóc sức khỏe, hồ sơ thực tế được coi trong hầu hết các khu vực pháp lý là tài sản của bệnh nhân và có thể lấy bản sao theo yêu cầu.

## Công dụng
Thông tin trong bệnh án cho phép các nhà cung cấp dịch vụ chăm sóc sức khỏe xác định tiền sử bệnh án của bệnh nhân và cung cấp dịch vụ chăm sóc có hiểu biết. Bệnh án đóng vai trò là kho lưu trữ trung tâm để lập kế hoạch chăm sóc bệnh nhân và ghi chép thông tin liên lạc giữa các nhà cung cấp dịch vụ chăm sóc sức khỏe và bệnh nhân và các chuyên gia đóng góp cho việc chăm sóc bệnh nhân.  Một mục đích ngày càng tăng của bệnh án là để đảm bảo tài liệu tuân thủ các quy định của tổ chức, chuyên nghiệp hoặc chính phủ.
Các bệnh án truyền thống cho việc chăm sóc bệnh nhân nội trú có thể bao gồm ghi chú nhập viện, ghi chú về dịch vụ, ghi chú diễn tiến (ghi chú SOAP), ghi chú trước phẫu thuật, ghi chú phẫu thuật, ghi chú hậu phẫu, ghi chú thủ tục, ghi chú sinh nở, ghi chú sau sinh, và ghi chú ra viện.
Hồ sơ sức khỏe cá nhân kết hợp nhiều tính năng trên với tính di động, do đó cho phép bệnh nhân chia sẻ bệnh án giữa các nhà cung cấp và hệ thống chăm sóc sức khỏe.